# ノット・ゴナ・チェンジ
「ノット・ゴナ・チェンジ」 ("Notgonnachange")は英国のポップ・グループ、スウィング・アウト・シスターによる曲。「セイム・ガール」に続いて発売された。全英シングルチャートでは第49位を記録、全米のアダルト・コンテンポラリー・チャートでは第22位を記録した。フランキー・ナックルズによってリミックスされたダンス・ミックスは1992年夏に全米のホット・ダンス・クラブ・プレイ・チャートで第21位を記録した。
アルバムのテーマに沿って、コリーン・ドリュリーはトレードマークだったデビュー以来象徴的だったボブヘアを伸ばしている。

## リミックス
ノット・ゴナ・チェンジ (ミニCD) PHDR-111
1. ノット・ゴナ・チェンジ（アルバム・ヴァージョン） - (4:55)   (「ゲット・イン・タッチ・ウィズ・ユアセルフ」に収録)
2. セイム・ガール (Bubba's Version) - (4:09)

ノット・ゴナ・チェンジ (マキシCD) SWICD 10
1. ノット・ゴナ・チェンジ (O' Duffy 7" Mix) - (4:19)  （「あなたにいてほしい/ベスト・オブ・スウィング・アウト・シスター」に収録)
2. ノット・ゴナ・チェンジ (Dashi 1 Mix) - (8:10)
3. アローン - (11:55)

ノット・ゴナ・チェンジ (マキシCD) 866 855-2
1. ノット・ゴナ・チェンジ（アルバム・ヴァージョン) - (4:55)
2. ノット・ゴナ・チェンジ (Classic Song Mix) - (5:35)
3. ノット・ゴナ・チェンジ (O' Duffy 7" Mix) - (4:19)
4. ノット・ゴナ・チェンジ (New Jack Swing Mix) - (5:08)
5. ノット・ゴナ・チェンジ (O' Duffy 12" Mix) - (8:09)

ノット・ゴナ・チェンジ（フランキー・ナックルズ・リミックス） 864 049-1, SWING 1012 Vinyl 12"
1. ノット・ゴナ・チェンジ(クラシック・クラブ・ミックス) - (7:23)
2. ノット・ゴナ・チェンジ (クラシック・ソング・ミックス) - (5:35)
3. ノット・ゴナ・チェンジ (ミックス・オブ・ドラマ) - (6:45)
4. ノット・ゴナ・チェンジ (ダシ1ミックス) - (8:10)